# Пайлсгроув Тауншип (Нью-Джерсі)
Пайлсгроув Тауншип (англ. Pilesgrove Township) — селище (англ. township) в США, в окрузі Салем штату Нью-Джерсі. Населення — 4183 особи (2020).

## Демографія
Згідно з переписом 2010 року, у селищі мешкало 4016 осіб у 1488 домогосподарствах у складі 1091 родини. Було 1594 помешкання
Расовий склад населення:
| - 90,8 % — білих - 5,9 % — чорних або афроамериканців - 0,9 % — азіатів - 0,1 % — вихідців з тихоокеанських островів - 0,1 % — корінних американців |

До двох чи більше рас належало 1,4 %. Частка іспаномовних становила 2,6 % від усіх жителів.
За віковим діапазоном населення розподілялося таким чином: 20,4 % — особи молодші 18 років, 58,6 % — особи у віці 18—64 років, 21,0 % — особи у віці 65 років та старші. Медіана віку мешканця становила 47,3 року. На 100 осіб жіночої статі у селищі припадало 93,7 чоловіків;  на 100 жінок у віці від 18 років та старших — 93,5 чоловіків також старших 18 років.
Середній дохід на одне домашнє господарство  становив 99 068 доларів США (медіана — 86 523), а середній дохід на одну сім'ю — 118 062 долари (медіана — 100 500). Медіана доходів становила 71 842 долари для чоловіків та 36 821 долар для жінок. За межею бідності перебувало 9,3 % осіб, у тому числі 26,6 % дітей у віці до 18 років та 2,5 % осіб у віці 65 років та старших.
Цивільне працевлаштоване населення становило 1986 осіб. Основні галузі зайнятості: освіта, охорона здоров'я та соціальна допомога — 27,4 %, науковці, спеціалісти, менеджери — 10,9 %, будівництво — 10,3 %, транспорт — 10,1 %.